# Beck – Flickan i jordkällaren
Beck – Flickan i jordkällaren är en svensk TV-film från 2006. Detta är den andra filmen i den tredje omgången med Peter Haber och Mikael Persbrandt i huvudrollerna. Den släpptes på DVD den 6 december 2006.

## Handling
En flicka i femårsåldern hittas död i en gammal jordkällare. Det framgår rätt snart att hon varit död en längre tid, men inget barn har anmälts saknat. Martin Beck och hans kollegor försöker förtvivlat ta reda på vem den lilla flickan var. Vad som också förbryllar polisen är spår på fyndplatsen som tyder på att någon vistats där relativt nyligen. Efter en tid och ett par mystiska händelser i närområdet hamnar utredningen i Berlin med Beck i hasorna för att hitta den riktiga mördaren.

## Om filmen
Det uppdagades i oktober 2006 att filmen i ett mycket tidigt skede "läckt" ut, och alltså fanns att ladda ned på nätet långt innan DVD-premiären. I Tyskland sändes filmen på TV cirka en månad före den svenska premiären den 12 november.
Regissören Harald Hamrells dotter Jenny gestaltar den döda flickan i filmens inledning. Enligt regissören skulle filmen vara mer av en brittisk kriminalfilm i stilen, ganska tät och lite annorlunda i tempot. Även komikern Björn Gustafsson medverkar under en kortare del av filmen.

## Rollista
- Peter Haber – Martin Beck
- Mikael Persbrandt – Gunvald Larsson
- Stina Rautelin – Lena Klingström
- Marie Göranzon – Margareta Oberg
- Ing-Marie Carlsson – Bodil Lettermark
- Måns Nathanaelson – Oskar Bergman
- Peter Hüttner – Oljelund
- Ingvar Hirdwall – grannen
- Lars Amble – Jan Ekman
- Marika Lindström – Ingrid Ekman
- Tomas Köhler – Nils Ekman
- Hendrik Törling – Bernt Johansson
- Lena B. Eriksson – Ylva Johansson
- Dieter Pfaff – Kommissarie Sperling
- Elisabet Carlsson – Lillemor Bernér
- Staffan Kihlbom – Uno Mateg
- Viveca Jedholm – Karin Norgren
- Jenny Hamrell – Esmeralda / tysk flicka
- Björn Gustafsson – ung kille
- Sanni Breisch – ung tjej
- Kalled Mustonen – pizzabud
- Jan Tiselius – äldre man på fest
- Ida Wahlund – tysk mamma
- Rudi Cerne – tysk programledare